# 內田鎮家
內田鎮家（日語：、（生年? - 元和5年（1619年）），日本戰國時代、安土桃山時代、江戶時代初期的武將，為立花家老、武者奉行，幼名豐熊、號元敘，又稱玄恕入道，通稱壹歧守。其父為內田鎮次，兄為內田鎮並、弟內田鎮資、杉森鎮之，子內田統續、內田連久、內田賴成，妻為鹿子勘解由之女。

## 生平

### 出自
內田氏之先祖以相良三郎長賴庶流・內田左衛門太夫宗賴為始，代代居住肥後國山鹿郡內田村日渡城。文龜年間日渡城沒落，受大友氏相助一族移至豐後，至內田鎮次奉命輔佐大友家重臣戶次親家(立花道雪生父)，並從大友義鎮(大友宗麟)處受賜“鎮”字，一族代代皆允許使用。
內田鎮次與同僚森下備中(第二代森下備中守)共同於軍事、政務等方面發揮手腕，為戶次家的壯大貢獻不小，因此被讚譽為「戶次的二王」。

### 早期經歷
內田鎮家為鎮次之次男，跟隨繼承戶次親家的戶次鑑連（立花道雪），他在隨大友家於永祿10年（1567年）7月7日討伐高橋鑑種之時便已參戰，其兄內田鎮並曾於永祿10年（1567年）7月7日鑑連攻打寶滿山城的高橋鑑種時，替其擋下來自敵方狙擊的箭矢而戰死，其四弟內田鎮之也於同場戰役陣亡。
由於內田鎮並以身護主之戰功受主君鑑連稱讚並評價其有如替源義經擋箭護主而死之佐藤繼信，因此對身為內田鎮並遺族的鎮家更為重用，在豐後藤北領有高十町的領地俸祿。
同年8~9月初，參加討伐秋月種実，9月3日，大友軍陣中傳來毛利軍來攻的流言，大友軍勢因此準備撤退動作，秋月種實見機引兵1萬2千往南打算奇襲，但是鑑連一早察知率所部3千兵做迎擊態勢並設置虛旗，以小野鎮幸、由布惟信各領5百騎兵為先鋒、竹迫連種、綿貫吉兼、京都光兼、安東秀繼等2百足輕兵以弓鐵砲分左右二隊迎擊並以三方包夾，小野及由布各身負七處刀傷仍追擊秋月先鋒軍內田善兵衛實久和問註所鑑景至三町遠，中備戶次鎮連率6百余騎更突崩秋月軍中備的綾部駿河守5千騎，雖然問註所鑑景一度重整2千兵攻擊道雪於休松的本陣，十時惟忠此時因流彈而戰死，但道雪本陣5百騎和殿軍內田鎮家、堀祥6百餘騎奮力反擊，並且秋月種實此時見到道雪所擺之噓旗誤以為大友援軍來襲，並且吉弘鑑理、臼杵鑑速兩軍也進攻了古處山城，種實不得以只能撤退。而道雪預估種實會利用風雨再次進行奇襲，命士兵戰馬不卸甲、鐵砲的火繩也重新準備好迎戰態勢。當晚，秋月軍果然夜襲了吉弘、臼杵軍，由於兩軍士兵闖入鑑連軍中，一時混亂，但鑑連迅速收拾亂軍並分配隨身兵糧給將士激勵士氣，又令鎮家滅卻篝火、以吹笛為號，繞道出秋月軍背後襲擊，於是反敗為勝，驅敵至古處山城下再退軍。

永祿11年（1568年）4~7月討伐立花鑑載的戰鬥中，鎮家又衝鋒在前負傷立功。
永禄12年（1569年）5月18日對毛利軍的多多良濱之戰亦有出戰。
之後，戶次鑑連受大友宗麟之命轉封筑前，於元龜2年（1571年）5月形式上的繼承了立花氏並且受任筑前守護代，改稱戶次(立花)道雪。
此時鎮家作為內田家庶流，跟隨主君前往筑前，由於曾經是大友家軍師蒲池宗碩的徒弟，得其傳授兵法80餘卷，因此受任家老亦兼任代行揮動采配指揮軍隊的武者奉行役職，受領六十五町俸祿，後兩度依軍功受賞，加增高達二十町，共領有二千三百石俸祿，之後鎮家得到許可分配俸祿給三名兒子，自己僅憑之後加增的軍功俸祿侍奉立花家。
並且在道雪剛至立花山城為求家中向心力之時，令鎮家在城內寫下壁書並進行城館修築普請，又於領地內各處立下規範，或者負責收取領民的公訴狀等等職務。

### 數戰有功
大友家於天正6年（1578年）的「耳川之戰」敗於島津家後，筑前筑後陸續出現反叛大友家的國人眾。
天正7年（1579年）道雪於8月13日派出家臣足立連安、小野鎮幸、米多比鎮久、後藤連種、井手連度、竹迫連種、安東連善、安東連信、米多比彈介、由布惟時、丹親次等將1千5百兵運輸輜重救援食糧不足，大友方柑子岳城的木付鑑實，於14日的歸路中在生松原一地遭原田隆種埋伏夜襲(第三次生松原之戰)，道雪此戰僅在立花山下的遠矢原乘轎督戰不在前線，鎮家率家兵奮戰負傷有殊功。
天正9年（1581年）11月12日，立花山城東北方的宗教豪族宗像氏貞，其部分家臣不滿早先將部分領地作為色姬的嫁妝給了立花，趁立花軍一面對戰秋月種實（潤野原之戰），一面以由布惟信、薦野增時、小野鎮幸、立花鎮實、內田鎮家、足立連安、十時連秀、安東連忠等立花家臣8百兵前往運輸兵糧不足的筑前東南邊境的鷹取城時，聯合秋月軍於13日半路偷襲（小金原之戰，立花家稱清水原之戰），此戰中立花家諸將各別討取眾多敵方將領，鎮家亦討取了晴氣次郎獲得軍功。
此戰最後在由布、小野、薦野、內田、十時等立花家臣以背日光於高處下山衝陣等兵法上正確的判斷，並且在俯衝之際鎮家大聲激勵自軍進行突擊之下，宗像方將領吉田貞辰、石松秀兼等人皆被討取殆盡而大敗，此戰形同宗像氏貞的背叛而觸怒了道雪，兩家之間的同盟因此破裂。
翌14日，道雪迅速出兵奪取了宗像方領地西南方境界的宮地嶽、灰塚兩城寨，並派家臣鍋島飛驒守戍守宮地嶽城，制壓指揮當地的地侍，灰塚則由內田鎮家、足立連安輪替防守。
天正10年（1582年）2月，因原田信種聯合秋月種實、宗像氏貞、筑紫廣門於筑前西南邊境的那珂郡岩戶不入道村攻落大友方的山田民部丞純規鎮守的猫峠城，並且引起早良郡山門村的鄉士反叛暴動，2月10日道雪率由布惟時、內田鎮家平息暴動於歸路中與原田軍籠野大炊在生松原遭遇引發鐵炮戰(第五次生松原之戰)，由於勢力眾多一時無法排除，且一方面立花軍在道雪於小金原一事無法息怒之下先於3月16日派小野鎮幸、由布惟信、內田鎮家侵攻宗像許斐岳城周邊的吉原、八並村(西鄉表之戰)作為牽制。
鎮家侍奉道雪、立花宗茂兩代數次參與作戰立下不少赫赫功勳，天正年間亦受領大友義統所賜兩張戰功感狀。

### 智助主家
天正12年（1584年）至翌年參加筑後遠征，在大友家的支柱立花道雪於天正13年（1585年）9月11日病歿後，九州於天正14年（1586年）逐漸被島津家征服，大友家僅剩本處地豐後和筑前高橋紹運的岩屋、寶滿二城，以及道雪養子立花統虎（立花宗茂）的立花山城以做抵抗。在高橋紹運於岩屋城率763名將兵拖延島津家5萬軍力的進攻、殺敵抵抗仍陣亡後，即由立花家面對島津軍的進逼。
當時立花山城有約1千5百人兵力，由時年弱冠19歲的立花宗茂以游擊、奇襲和假情報等戰術進行抵抗。由於為了等待豐臣秀吉所派的援軍到來救援，必須要延後島津家進攻的時間，於是鎮家向立花宗茂提議由他自己作為使者，以詐降拖延島津家進攻。其時身為立花家老臣的內田鎮家已年邁，立花宗茂對其赴死之舉表達不捨，在其出發前為其舉行離別宴會並壯行。
之後，鎮家進入島津家軍團位於立花山城西南方「香椎宮」的本陣，對島津家筑前侵略軍總大將島津忠長表示：“我立花家是高貴的大友一族，在戰場上戰無不勝，因此少主統虎(宗茂)對於投降之事，目前正在猶豫考慮，故派我來傳達訊息，並以人質之身為證。請等個幾天，我主統虎必會給予答覆。”島津忠長聽聞後便下令延後總攻擊，並舉行宴會款待鎮家。而位於筑後的島津義弘聽聞豐臣援軍已逐漸登陸北九州，下令忠長不可再拖延對立花山城的攻勢，島津軍因此展開強攻；在立花宗茂的抵抗下，島津軍僅破壞一層城牆，加入島津軍的筑前國強豪秋月種長率7千兵力進攻，亦遭打退回居城。
當救援立花方的豐臣援軍已從九州豐前上陸的情報傳來後，島津忠長發覺自己為內田鎮家所騙，即招其質問真正來意，鎮家此時身著白色喪服赴會，對島津家的將士們表明自己打算以詐降拖延敵軍進攻；島津家士兵皆想殺害鎮家以洩憤，忠長則深受鎮家感動，認為其赴死之舉實為一名不可多得的武士，故嚴禁士兵對其動手。而身為「島津四天王」的新納忠元以自己的愛刀贈與內田鎮家，鎮家也將長年愛用的薙刀贈與忠元，可謂英雄惜英雄，此時鎮家說到：「島津家的厚情我已確實感受到了，但忠臣不仕二主，日後相見我必為主家奮力與諸位相戰，已報今日武士之情。」；島津忠長提供馬匹予內田鎮家，釋放其回城。雙方此時交換贈與之刀劍至今仍存於後代子孫家中收藏。
島津軍在內田鎮家離去後，開始連夜撤退，立花宗茂見狀並未等待援軍會合，隨即下令將兵出城追擊，立花勢以1千5百名兵力於筑前國境的河川討殺島津軍數百人，而內田鎮家也擔任先鋒以長槍討殺島津軍，將其逐出筑前。隨後又攻下高鳥居城並奪回岩屋、寶滿二城。戰後宗茂感謝鎮家，說到立花山城不致被攻陷全是鎮家之功勞。

### 晚年
天正15年（1587年），經過豐臣秀吉所發動的九州征伐後，立花家因戰功受封筑後柳川城為大名；此時，內田鎮家隱居並且讓嫡子內田統續繼承家業。雖然隱居仍參加同年9月的「肥後國人一揆討伐」及文祿元年至慶長3年(1592~1598年)間的「朝鮮征伐」戰役，主君宗茂每次在擬定軍事戰術時都會招來鎮家共同商討，借助其軍書兵法知識建立功勳，宗茂也屢次賜感謝狀給與鎮家。
至關原時期，立花家加入西軍出征，鎮家擔任柳川城的守備任務。戰後立花家遭受改易，立花宗茂和一眾家臣皆成為浪人，部分家臣則改仕加藤清正或黑田長政等大名，加藤清正也因讚賞內田鎮家昔日幫助立花家之才智而欲招其仕官，鎮家此時婉拒招納，選擇回鄉務農；有觀點認為由於先前內田統續於大津城攻略戰中陣亡，故內田鎮家再無仕官之願，元和5年(1619年)病逝。
家名由次男內田連久繼承，於立花家回歸柳川大名時回歸。